# Рецензія
Реце́нзія — публікація, в якій обговорюється та оцінюється літературний чи науковий твір, театральна вистава, фільм, виставка.
Рецензія оприлюднюється у пресі, на радіо чи телебаченні.
Рецензія (нім. rezension, лат. Recensio, англ. Review — огляд, оцінка) — аналіз, розбір, деяка оцінка публікації, твору або продукту, жанр газетно-журнальної публіцистики та літературної критики. Рецензія може стосуватися матеріальних речей (прилади, аксесуари, побутова техніка), комп'ютерних технологій, художньої літератури, музики, фільмів, комп'ютерних ігор. Рецензувати можуть також поточні події, громадські заяви і події. На додаток до критичного твердження, автор рецензії може виставити предмету рецензування певну оцінку для визначення відносної цінності рецензованого предмета.
Збірку рецензій також можна назвати рецензією. Наприклад, «London Review of Books» («Лондонський книжковий огляд») є колекцією есеїв з літератури, культури та поточних подій, «National Review» («Національний огляд») є впливовим консервативним журналом, «Monthly Review» («Щомісячний огляд») — давно існуюче соціалістичне періодичне видання.
У термінах наукової літератури огляди — це наукові видання, які надають синтез досліджень щодо теми. Складання цих оглядів формує ядро інформаційного наповнення «теоретичних» наукових журналів, таких як «Annual Reviews», серію журналів «Nature Reviews» і «Trends».
Рівноправне рецензування (англ. Peer review) є процесом, завдяки якому вчені оцінюють роботи своїх колег, на основі висновків яких, редактор ухвалює якість надісланого манускрипту та доцільність його публікації. Огляд комп'ютерних програм також є рецензуванням.

## Види рецензій
- Споживча рецензія (англ. Consumer review) — це рецензія, написана власником продукту або послуги, або ж написана тими користувачами продукту або послуги, які мають достатній досвід для того, щоб прокоментувати надійність товару / послуги та його відповідність заявленим виробником специфікаціям.
- Експертна рецензія (англ. Expert review) — це рецензія, написана будь-ким, хто протестував кілька продуктів або послуг для визначення, який з них пропонує найкраще співвідношення ціни і якості або найкращий набір особливостей.
- Куплена рецензія (англ. Bought Review) — це система, де творець (зазвичай компанія) нового продукту платить рецензенту, щоб він прорецензував даний продукт. Перш за все використовується в автомобільній індустрії, фільмах і комп'ютерних іграх, ця система створює свого роду таємну рекламу. Як правило, куплені огляди є упередженими, хоча бувають і винятки.
- Авторецензія — оцінка автором власного твору; жанр автокритики, що публікується під псевдонімом чи криптонімом.

## Приблизна структура рецензії
- тема або найменування рецензованої роботи;
- її автор;
- актуальність і правильність обраної теми;
- вдалість огляду літератури;
- використання системи доказів;
- повнота розкриття проблеми;
- результати аналізу економічної доцільності, якщо необхідні;
- наявність чітких висновків;
- використання наукового апарату;
- якість оформлення роботи;
- недоліки, що є в роботі;
- висновок про можливість допуску роботи до захисту (або надання іншого права).